# Бернд Ефе
Бернд Ефе (Брауншвајг, 11. август 1942 — 4. октобар 2023)  био је немачки класични филолог.
Након матуре 1962. студирао је класичну филологију и славистику на универзитетима у Килу и Тибингену. Докторирао је 1968. у Килу. Затим је радио као научни асистент у Сарбрикену, Берлину и Констанцу, где је 1975. хабилитован. Од 1977. до 1984. био је професор и доцент у Констанци. Након тога је предавао и истраживао у Бохуму. Одбио је позиве да предаје на универзитетима у Бамбергу (1978) и Констанци (1992). У пензију је отишао 2007. Наследио га је Мануел Баумбах 2009.
Поред грчке филозофије (нарочито Платонове и Аристотелове теорије државе) бави се раним епом, драмом из 5. века пре н. е., хеленистичком поезијом, античким Римом, поучном поезијом, историјом рецепције и многим другим научним областима. Његов рад „Поезија и учење. Студије о типологији античке дидактичке песме“ (Dichtung und Lehre, Untersuchungen zur Typologie des antiken Lehrgedichts) (Минхен, 1977) данас представља основу за истраживање дидактичке песме.

## Изабрана дела
- Studien zur Kosmologie und Theologie der Aristotelischen Schrift ‘Über die Philosophie’. München 1970 (Zetamata 50, Dissertation)
- Dichtung und Lehre. Untersuchungen zur Typologie des antiken Lehrgedichts. München 1977 (Zetemata 69, Habilitationsschrift)
- Die Genese einer literarischen Gattung: Die Bukolik. Konstant 1977 (Konstanzer Universitätsreden 95)
- mit Gerhard Binder: Die antike Bukolik. Eine Einführung. München/Zürich 1989 (Artemis-Einführungen 38). 2., überarbeitete und erweiterte Auflage unter dem Titel: Antike Hirtendichtung. Eine Einführung. Düsseldorf/Zürich 2001
- Epische Objektivität und subjektives Erzählen. „Auktoriale“ Narrativik von Homer bis zum römischen Epos der Flavierzeit. Trier 2004 (Bochumer altertumswissenschaftliches Colloquium 56)

Уредништво
- Die griechische Literatur in Text und Darstellung. Band 7: Hellenismus. Stuttgart 1985 (Reclams Universal-Bibliothek 8064)
- Theokrit und die griechische Bukolik. Darmstadt 1986 (Wege der Forschung 580)
- Krieg und Frieden im Altertum. Trier 1989 (Bochumer altertumswissenschaftliches Colloquium 1)
- mit Gerhard Binder: Mythos. Erzählende Weltdeutung im Spannungsfeld von Ritual, Geschichte und Rationalität. Trier 1990 (Bochumer altertumswissenschaftliches Colloquium 2)
- mit Gerhard Binder: Tod und Jenseits im Altertum. Trier 1991 (Bochumer altertumswissenschaftliches Colloquium 6)
- mit Gerhard Binder: Liebe und Leidenschaft. Historische Aspekte von Erotik und Sexualität. Trier 1993 (Bochumer altertumswissenschaftliches Colloquium 12)
- mit Gerhard Binder: Affirmation und Kritik. Zur politischen Funktion von Kunst und Literatur im Altertum. Trier 1995 (Bochumer altertumswissenschaftliches Colloquium 20)
- mit Gerhard Binder: Das antike Theater. Aspekte seiner Geschichte, Rezeption und Aktualität. Trier 1998 (Bochumer altertumswissenschaftliches Colloquium 33)
- Theokrit: Gedichte; griechisch-deutsch. Darmstadt 1999 und Düsseldorf/Zürich 1999 (Sammlung Tusculum). 2., überarbeitete Auflage Berlin 2013
- mit Reinhold F. Glei: Genie und Wahnsinn. Konzepte psychischer „Normalität“ und „Abnormität“ im Altertum. Trier 2002 (Bochumer altertumswissenschaftliches Colloquium 46)
- mit Gerhard Binder und Reinhold F. Glei: Gottmenschen. Konzepte existentieller Grenzüberschreitung im Altertum. Trier 2003 (Bochumer altertumswissenschaftliches Colloquium 55)
- mit Reinhold F. Glei und Claudia Klodt: „Homer zweiten Grades“. Zum Wirkungspotential eines Klassikers. Trier 2009 (Bochumer altertumswissenschaftliches Colloquium 79)